# Parasite intestinal
Les parasites intestinaux sont des parasites qui occupent le tube digestif. Chez l'homme, ils se répandent souvent par manque d'hygiène liée aux fèces, par contact avec des animaux, ou par manque de cuisson de nourriture contenant des parasites.